# Kalba

Kalba (grün, ganz im Osten) innerhalb Schardschas (rot) und der Vereinigten Arabischen Emirate

Kalba (arabisch كلباء, DMG Kalbāʾ, gelegentlich auch Chelbah oder ähnlich) ist eine Küstensiedlung im Osten der Vereinigten Arabischen Emirate.
Kalba ist eine Exklave des Emirats Schardscha am Golf von Oman und war von 1903 bis 1952 ein eigenständiges (achtes) Emirat. Zum Emirat Kalba gehörten auch die Exklave Khor Fakkan, 30 Kilometer nördlich, und die Exklave Dibba al Hesn, 60 Kilometer nördlich, beide ebenfalls an der Küste des Golfs von Oman. Das ehemalige Emirat Kalba entspricht damit der heutigen Eastern Region des Emirats Schardscha mit ihren drei Municipalities (Gemeinden).

## Exklave Kalba
Die Exklave Kalba umfasst 189,9 km² und 35.000 Einwohner. Zur Landseite ist Kalba umgeben vom Emirat Fudschaira im Norden, einem gemeinsam von Fudschaira und Schardscha verwalteten Gebiet im Westen, einer Exklave Fudschairas im Südwesten sowie dem Sultanat Oman im Süden. Die einzige Straße nach Schardscha, die E 102 Sharjah-Kalba-Road, führt durch den zum Emirat Ra’s al-Chaima gehörenden Wadi al-Qur im Hadschar-Gebirge.

## Stadtgliederung
Zu den Stadtteilen von Kalba gehören, von Norden nach Süden: Sour Kalba, Suhaila, Al Hisn, Bahais, Al Mughaidar, Al Mahatta, Dhyatt, Al Bateen, Al Mussalla, Hatteen, Al Sidra, Al Qadsia, Al Baraha, Labradi, Al Mafraq, Al Qalaa, Khor Kalba, Al Saaf, Al Ghayl

## Emirat Kalba

Obwohl abgespalten, führte Kalba (wie auch Ra’s al-Chaima) weiterhin eine Variante der Flagge Schardschas

Das wohl schon vor 2.500 Jahren entstandene Fischerdorf Kalba war wie das nördlicher gelegene Khor Fakkan von 1507 bis 1623 portugiesisch sowie 1737 bis 1743 persisch besetzt. Die Portugiesen errichteten ein Fort in Kalba, auf den Resten bauten die Araber das noch heute erhaltene Al-Hisn Fort. Nach der Vertreibung der Perser fiel Ende des 18. Jahrhunderts die gesamte Region von Schardscha und Ra’s al-Chaima unter die Herrschaft des zum Huwala-Stamm gehörenden Clans der Qawasim bzw. der Dynastie der al-Qasimi, die ihrerseits ab 1820 unter britischen Protektoratsvertrag gezwungen wurde. Nachdem 1869 die Qasimi-Macht in die Emirate Schardscha und Ra’s al-Chaima zerfallen war und die in Fudschaira herrschenden asch-Scharqi die Oberhoheit der Qasimi abgeschüttelt hatten, begann ab 1871 der Qasimi-Prinz Majid ibn Sultan al-Qasimi (1871–1900), sich für die innerdynastischen Kämpfe eine eigene Machtbasis in Kalba zu schaffen. Formal sah sich Kalba aber zunächst weiterhin als Teil Schardschas, auch noch unter Majids Nachfolger Hamad ibn Majid al-Qasimi (1900–1903). Nach weiteren innerdynastischen Auseinandersetzungen fielen jedoch 1903 Kalba (mit Khor Fakkan) und Dibba von Schardscha ab.
Von Mitte der 1920er bis Anfang der 1930er Jahre litten die Qasimi in Kalba unter wiederholten Angriffen vor allem der Sharqiyyin aus Fudschaira. Eventuelle Truppenentsendungen aus Schardscha wurden dadurch blockiert, dass der Landzugang nach Schardscha, das Wadi al-Qur, von Ra’s al-Chaima kontrolliert wurde. Unter den lokalen Herrschern Sayyid ibn Hamad al-Qasimi (1903–1937) und Hamad ibn Sayyid al-Qasimi (1937–1951) erreichte Kalba von den Briten jedoch am 8. Dezember 1936 die Anerkennung als selbständiges Emirat der Vertragsstaaten. Im Gegenzug schloss der Emir von Kalba 1937 Öl-Konzessionsverträge mit der britischen Iraq Petroleum Company und Verhandlungen über den Bau einer Landebahn für die Royal Air Force wurden aufgenommen. Nach Hamads Tod fiel Kalba im Mai 1951 an den Emir Saqr ibn Sultan al-Qasimi von Schardscha und wurde 1952 wieder in Schardscha eingegliedert.

## Khor Kalba

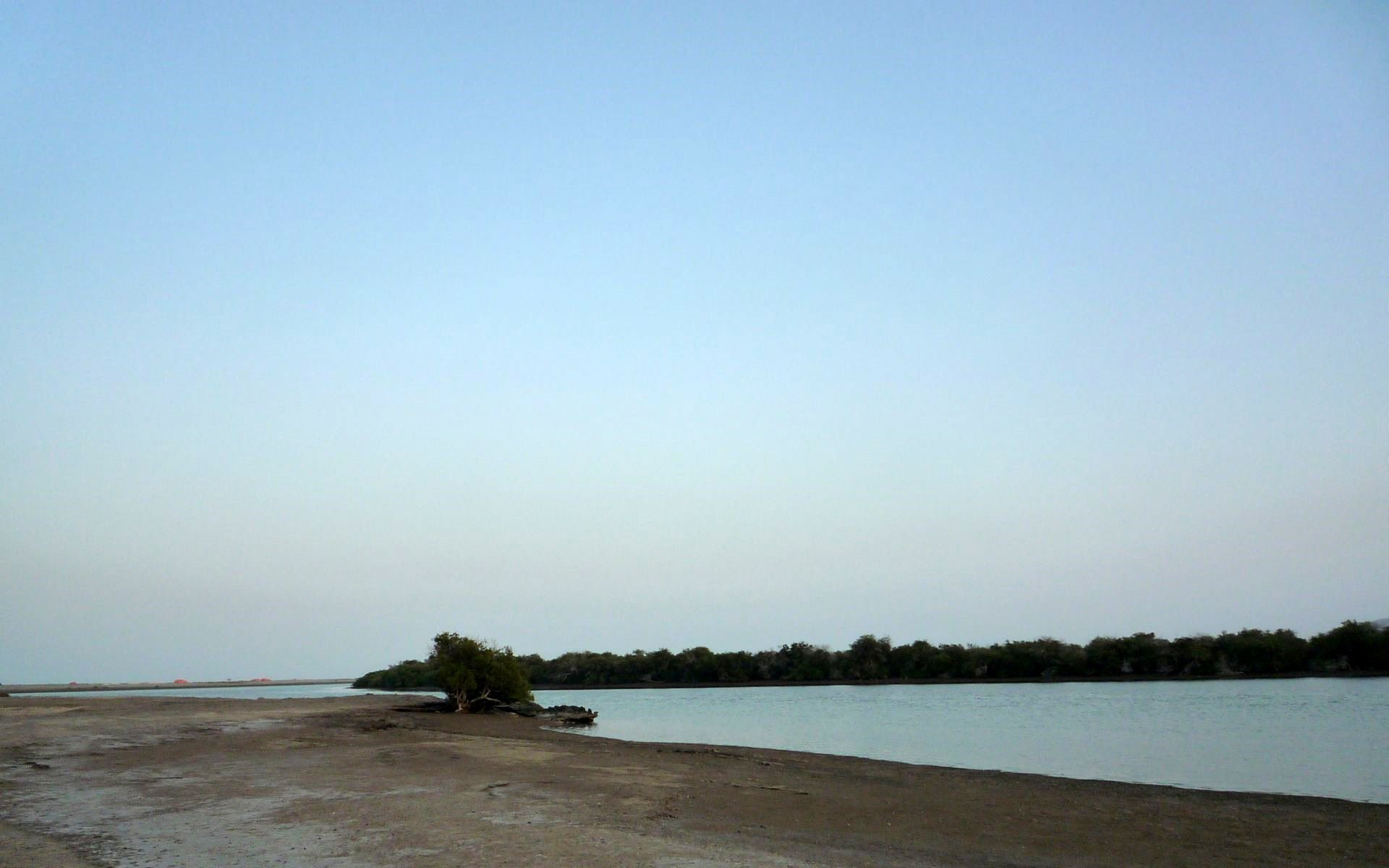
Südlich der Stadt erstreckt sich der Mangroven-Sumpf Khor Kalba

Anders als die Hafenstädte Fudschaira und Khor Fakkan ist Kalba bislang kaum wirtschaftlich oder touristisch entwickelt, hat aber ein modernes Krankenhaus und einen Fußballclub (Al-Ittihad Kalba). Das Gebiet nördlich der Stadt Kalba wird noch überwiegend landwirtschaftlich genutzt. Südlich der Stadt erstreckt sich der Mangroven-Sumpf Khor Kalba (Khawr Kalba), der ein Vogelschutzgebiet ist.